# Granit
Granitul (latină granum = granulat) este o rocă magmatică masivă, cu granulație grosieră (cristale cu dimensiunea de câțiva milimetri), formată la adâncimi mari (făcând deci parte dintre plutonite), conținând în principal cuarț, feldspat sau minerale de culoare închisă ca mica.

## Geneza
Granitele se formează din magma acidă bogată în silicați, care vine din adâncime (fenomen favorizat de mișcările tectonice) și care în apropierea suprafeței pământului (adâncime de sub 2 km) se solidifică prin răcire lentă în crăpăturile scoarței având uneori un diametru de câteva sute de kilometri; granitele cu o granulație mai mare se numesc pegmatite.
 Bazaltul în comparație cu granitul provine dintr-o magmă bazică. Caracteristic pentru granit numit și plutonit sunt adâncimile mari unde se formează, rocile care se formează la adâncimi mai mici ca 2 km, sunt numite subvulcanite sau "roci de gangă" (steril) în minerit.

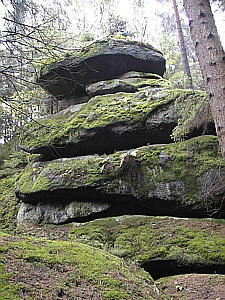
Granit în Oberpfalz Germania

Deoarece procesul de răcire a magmei are loc la adâncimi relativi mari, răcirea magmei se produce lent, cristalizarea mineralelor producându-se în funcție de punctul lor de topire, de aceea mineralele de culoare închisă cu punct de topire ridicat care au de obicei și o densitate mai mare blendă, piroxen se solidifică la început, urmate apoi de feldspat și cuarț.
 Din această cauză în camera sau cuibul de granit mineralele cu densitate mai mică ca feldspat și cuarț se găsesc mai aproape de suprafață. Influența temperaturii ridicate a magmei influențează rocile vecine care își modifică culoarea, (frecvent albăstruie) structura formându-se minerale noi la contactul magmei cu rocile învecinate, aceste proces de transformare determină formarea de fapt a rocilor metamorfice.

Prin mișcări tectonice ulterioare formării granitului, sau prin procesele de eroziune și transport a apei, vântului, sunt îndepărtate straturile care acopereau granitul, acesta apărând la suprafață, fiind supus la rândul lui intemperiilor, razelor solare ce duce la o schimbare a culorii sale într-o nuanță gălbuie, mineralele mai puțin dure fiind erodate.

Aspectul granitului este diferit. În masa lui se pot vedea cristale de minerale de mărime de câțiva milimetri, culoarea granitului variază de la cenușiu deschis până la albăstrui, roșu, galben.

## Plutonite - vulcanite
Granit - Riolit

Granodiorit - Dacit

Diorit - Andezit

Sienit - Trahit

Gabro - Bazalt

## Compoziție chimică
În compoziția granitului predomină cuarțul, feldspatul și minerale de culoare închisă ca:  biotit si mai rar amfiboli. Din grupa feldspatilor - predomină feldspatul potasic. Minerale accesorii sunt: Zirconiu, Apatit, Titanit, de asemenea Magnetit, Rutil, Ilmenit sau alte minerale de zăcământ (minerale utile).

Granitul este frecvent radioactiv, datorită urmelor de uraniu, rubidiu dar pot fi urme radioactive și în feldspat sau glimer.

## Răspândire
Granitul se poate spune că ar fi roca cea mai răspândită din scoarță, fiind prezent în zonele tectonice sau sedimentare.
Granitul se exploatează frecvent în cariere de piatră, însă este asociat des cu minerale utile ca:
Pirită (FeS2), Magnetită (Fe3O4).

## Locuri cu granit din Europa
- Alpi; numai în zona centrală
- Bayerischer Wald
- Erzgebirge
- Fichtelgebirge
- Galicia, Spania
- Harz, Brocken
- Mühlviertel, Böhmische Masse, Austria
- Muntii Macinului , Tulcea , Romania
- Oberlausitz
- Oberpfälzer Wald
- Odenwald
- Pădurea Neagră
- Waldviertel, Böhmische Masse, Austria

## Utilizare
Granitul și exploatările adiacente de piatră cum ar fi marmura sau travertinul sunt considerate printre cele mai vechi industrii din lume. Unele cariere datează din perioada Antică.
Exploatări moderne de anvengură sunt în China, India, Italia, Brazilia, Canada, Germania, Suedia și Spania.
Datorită durității și rezistenței la erodare și intemperii, granitul este folosit în construcții, la finisajele interioare dar și în artă. Cel mai des este utilizat la:
- pavarea străzilor, bordurii trotuarelor
- cale ferată (terasamente)
- acoperirea pereților clădirilor cu plăci de granit, la ferestre și uși
- în grădini la fântâni sau pavaj
- elemente de design interior: blaturi, pardoseli
- sculpturi și memoriale

Granitul este utilizat pe scară largă la realizarea de podele în clădiri comerciale sau instituții publice. 
O altă întrebuințare pentru granit este în jocul sportiv pe echipe curling. Pietrele folosite în timpul jocului au ca sursă două exploatări de granit: insula Ailsa Craig din Scoția și Cariera Trefor din Țara Galilor. Datorită rarității acestui tip de granit, unele pietre de curling pot avea un cost de până la 1.500 de dolari.

## Escaladare
Escaladarea pe pietre de granit este o activitate foarte populară și apreciată de majoritatea cățărătorilor datorită unghiurilor specifice, tăriei materialului și indicelui de frecare. Sălile sau parcurile tematice de alpinism folosesc pereții falși de cățărat cu textura granitului. 